# Kinlet Hall
Kinlet Hall  är ett engelskt country house som ligger i Kinlet i Shropshire, West Midlands i England. Det finns även ett Great Western Railway-ånglok med nummer 4936 som går under namnet Kinlet Hall.
Flera familjer har ägt Kinlet Hall under årens gång:
- Brompton, 1176–1294 (tilldelat Hugh de Mortimer och Bryan de Brompton av Henrik II av England).
- Cornwall, 1294–1446.
- Blount, 1446–1581 (tilldelat Humphrey Blount).
- Lacon, 1581–1657 (tilldelat Roland Lacon).
- Childe, 1657–1757 (tilldelat William Lacon Childe, som byggde om herrgården under 1727–1729 i en mer palladianistisk stil).
- Baldwyn, 1757–?

Under andra världskriget ockuperades herrgården av USA:s armé och den köptes senare upp av Moffats Independent School.